# Gordelstaarthagedissen
Gordelstaarthagedissen (Cordylidae) zijn een familie van hagedissen.

## Naam en indeling
De groep werd voor het eerst wetenschappelijk beschreven door Leopold Fitzinger in 1826. De familie wordt vertegenwoordigd door 68 soorten die verdeeld zijn in tien geslachten.
Een aantal geslachten zijn recentelijk erkend, zoals het geslacht Smaug, waartoe de reuzengordelstaarthagedis (Smaug giganteus) toe behoort. Dit geslacht is vernoemd naar de draak Smaug uit de The Hobbit-merchandise. Over de genetische relaties binnen deze familie is nog veel onduidelijk. De genera Chamaesaura, Cordylus en Pseudocordylus bleken in een in 2001 uitgevoerd onderzoek één genetische geslachtengroep te vormen.

## Uiterlijke kenmerken
Gordelstaarthagedissen zijn sterk bepantserde hagedissen die vaak gekielde en soms puntige schubben hebben. Veel soorten hebben ringvormige rijen doorns op de staart. Een kenmerkende verdedigingsmethode van deze dieren is zich in een hol terugtrekken en zich dan vol zuigen met lucht, waardoor ze vast komen te zitten in hun schuilplaats. Ze slaan hierbij wild met hun venijnige staart.
Veel soorten hebben een onopvallende grijze tot bruine kleur met lichtere strepen of vlekken. Van een aantal soorten is bekend dat de mannetjes in de voortplantingstijd felle kleuren vertonen. Sommige soorten hebben gedegenereerde poten zoals de pootjesslangen uit het geslacht Chamaesaura. Zij hebben een op een slang gelijkend lichaam met zeer kleine pootjes, ze bewegen zich ook slangachtig voort.

## Levenswijze
Alle soorten bewonen het zuidelijke deel van Afrika. Veel soorten uit verschillende groepen komen endemisch voor in Zuid-Afrika. Alle soorten leven in droge streken, veel soorten leven in rotsige omgevingen zoals de echte gordelstaarthagedissen. Andere soorten komen voor in meer begroeide gebieden zoals graslanden waar ze op de bodem leven.
Verreweg de meeste soorten zijn eierlevendbarend en ontwikkelen geen eieren maar baren direct zelfstandige jongen. Een uitzondering vormen de rotshagedissen uit het geslacht Platysaurus die allemaal eieren afzetten.

## Geslachten
Onderstaand een lijst van geslachten, zie voor een lijst van alle soorten ook de lijst van gordelstaarthagedissen. De geslachten Karusasaurus, Namazonurus en Smaug zijn beschreven door een groep van biologen: Edward L. Stanley, Aaron Matthew Bauer, Todd R. Jackman, William Roy Branch en Pieter Le Fras Nortier Mouton.
| Geslachten uit de familie gordelstaarthagedissen | Geslachten uit de familie gordelstaarthagedissen | Geslachten uit de familie gordelstaarthagedissen | Geslachten uit de familie gordelstaarthagedissen                                                                                   |
| ------------------------------------------------ | ------------------------------------------------ | ------------------------------------------------ | --- |
| Afbeelding                                       | Naam                                             | Auteur                                           | Verspreidingsgebied |
|                                                  | Pootjesslangen (Chamaesaura)                     | Schneider, 1801                                  | Angola, Congo-Kinshasa, Kenia, Mozambique, Oeganda, Swaziland, Tanzania, Zambia, Zimbabwe, Zuid-Afrika                             |
|                                                  | Echte gordelstaarthagedissen (Cordylus)          | Laurenti, 1768                                   | Angola, Botswana, Congo-Kinshasa, Ethiopië, Kenia, Malawi, Mozambique, Namibië, Swaziland, Tanzania, Zambia, Zimbabwe, Zuid-Afrika |
|                                                  | Hemicordylus                                     | Smith, 1838                                      | Zuid-Afrika |
|                                                  | Karusasaurus                                     | Stanley et al., 2011                             | Namibië en Zuid-Afrika |
| Plaats uw zelfgemaakte foto hier                 | Namazonurus                                      | Stanley et al., 2011                             | Namibië en Zuid-Afrika |
|                                                  | Ninurta                                          | Hewitt & Methuen, 1913                           | Zuid-Afrika |
|                                                  | Pantsergordelstaarthagedis (Ouroborus)           | Boie, 1828                                       | Zuid-Afrika |
|                                                  | Rotshagedissen (Platysaurus)                     | Smith, 1844                                      | Zuidelijk Afrika |
|                                                  | Onechte gordelstaarthagedissen (Pseudocordylus)  | Smith, 1838                                      | Lesotho en Zuid-Afrika |
|                                                  | Smaug                                            | Stanley et al., 2011                             | Zuidelijk Afrika |